# دلب تشياباسي
الدلب التشياباسي (باللاتينية: Platanus chiapensis) نوع من الأشجار المعمرة متساقطة الأوراق، يتبع جنس الدلب من الفصيلة الدلبية (باللاتينية: Platanaceae).

## الموئل والانتشار
الموئل الأساسي للدلب التشياباسي هو ولاية تشياباس في جنوب شرق المكسيك.